# Inwestytura Zimri-Lima
Inwestytura Zimri-Lima – malowidło ścienne z pałacu Zimri-Lima w Mari. Pochodzi z XVIII wieku p.n.e. Znajduje się w Luwrze. Nazwa malowidła Inwestytura Zimri-Lima nawiązuje do przyjęcia władzy królewskiej w Mari przez Zimri-Lima około 1780 roku p.n.e. W dużym stopniu malowidło ma charakter symboliczno-historyczny, niemniej artysta zastosował w nim kilka nowatorskich rozwiązań artystycznych, niespotykanych na odkrytych dotąd mezopotamskich dziełach sztuki.

## Opis
Nazwa dzieła została nadana przez badaczy pałacu Zimri-Lima w Mari. Malowidło było umieszczone na jednej ze ścian pałacu. Różni się od pozostałych odkrytych w nim malowideł przede wszystkim pod względem zastosowania palety barw, która została wzbogacona o kolor niebieski. Kompozycja malowidła naśladuje tkaninę: obraz ma zdobione namalowanymi frędzlami obramowanie. Całe malowidło składa się z pięciu pionowych kompozycji, oddzielonych od siebie drzewami. Każdy z pionowych rzędów jest podzielony na kilka poziomych. 
Centralną częścią obrazu są dwa panneau, umieszczone jedno pod drugim. Górna ukazuje Zimri-Lima i boginię Isztar. Na ubranie króla składa się zdobiony frędzlami płaszcz, udrapowany na kształt szala. Isztar towarzyszy lew, na którym bogini wspiera nogę. Bóstwo przekazuje Zimri-Limowi insygnia władzy. Po obu stronach od umieszczonych w centrum króla i bogini znajdują się sylwetki pomniejszych bóstw. Dolne panneau ukazuje dwie boginie z naczyniami. Z każdej wazy wypływają po cztery strumienie wody. Kompozycję dopełniają ryby. 
Po obu stronach centralnych panneau znajdują się wizerunki sześciu zwierząt – po trzy z każdej strony, umieszczone jedno nad drugim. Nad nimi znajdują się cherubiny. Dolnym zwierzęciem jest byk, który wspiera nogę na wzgórku. W dolnych narożnikach malowidła umieszczono adorujące bóstwa – po jednym w każdym kącie. Kompozycja z jednej strony – zwierzęta, adorujące bóstwa, drzewa – jest lustrzanym odbiciem układu postaci z drugiej. 
Na malowidle są cztery drzewa, które rozdzielają kompozycje pionowe. Niższe drzewa – z dwiema postaciami ludzkimi na każdej – to palmy daktylowe. Z drzew wzbijają się w niebo niebieskie ptaki.

## Interpretacja
Malowidło Inwestytura Zimri-Lima nie przedstawia w sposób bezpośredni rzeczywistości. Ma w dużej mierze charakter symboliczny. Na pierwszy rzut oka wydaje się być zbiorowiskiem niepowiązanych ze sobą elementów, które mają za zadanie zapełnienie pustej przestrzeni. Niemniej te obrazki odwołują się do zrozumiałych w owym czasie motywów. Przy interpretacji jednak należy oddzielać elementy zdobnicze od tych, które mają za zadanie przekazanie informacji.
Palmy daktylowe zostały przedstawione z dużą dozą realizmu. Wspinający się na nie ludzie mają zamiar zrywać owoce. W tym przypadku artysta umieścił na malowidle scenę rodzajową, która niemniej nie ma wpływu na ogólną percepcję dzieła. Drugi rodzaj drzew, które oddzielają po obu stronach centralne panneau od rzędów zwierząt, jest elementem ozdoby, tak samo jak niebieskie ptaki, które są nieoczekiwanym przejawem wyobraźni artysty. Motyw byka, który wspiera nogę na wzgórku, artysta zaczerpnął z innego – starszego – malowidła w pałacu Zimri-Lima.
Symboliczny przekaz niosą ze sobą cztery strumienie, wylewające się z naczyń bogiń z dolnego centralnego panneau. Obecność na obrazie ryb świadczy o tym, że artysta miał na myśli cztery rzeki, występujące przy opisaniu raju w mitologii mezopotamskiej. Symboliczna jest również scena przekazania przez Isztar atrybutów pochodzącej od bogów władzy Zimri-Limowi. 
Zgodnie z mezopotamską tradycją malarską dotychczas postać ludzka była przedstawiana po części z profilu, po części – en face. Autor dzieła zrywa z tą tradycją. Inwestytura Zimri-Lima jest najstarszym zarejestrowanym malowidłem, które odbiega od dotychczasowego kanonu. Postacie ludzkie z obrazu mają na głowach tiary. Były one symbolem boskości i władzy, a więc jako najważniejszy atrybut przedstawianego na malowidłach bóstwa czy króla tiara powinna była zostać przedstawiona en face. W Inwestyturze Zimri-Lima jednak tiary ukazane zostały z profilu. Może to świadczyć o połączeniu zmysłu artystycznego z obserwacją otaczającego świata. Sposób, w jaki zostały przedstawione postacie ludzkie na obrazie, został przyjęty w Mezopotamii – nieco późniejsza stela Hammurabiego przedstawia sylwetki króla Babilonu i boga Szamasza z profilu.